# Stenophylla lobivertex
Stenophylla lobivertex es una especie de mantis de la familia Acanthopidae.

## Distribución geográfica
Se encuentra en Ecuador y Perú.